# Sem Compromisso
Sem Compromisso è stato un gruppo musicale brasiliano. Era chiamato anche Grupo Sem Compromisso.

## Storia
Il gruppo fu fondato nel 1986 a Itaquera, zona est di San Paolo, da otto giovani amici: Marcelinho (voce e frontman), Marcão, Maurão, Chiquinho, Elton Pizzinha, Zé Pretinho, Dymys e Fabinho.
Il genere da esso praticato era quello del pagode, in auge negli anni 90. Dopo essersi esibiti per diversi anni nei locali della loro città, nel 1992 i Sem Compromisso incisero due pezzi, Tributo a Pauliceia e Pura Vaidade, inseriti nella compilation Pagode de Primeira, volume 1, prodotta dall'etichetta Zimbabwe. Entrambe le canzoni divennero tra le più ascoltate nelle radio e fu così che nello stesso anno vide la luce l'album Parte Desse Jogo, contenente i singoli già citati più altri tre destinati anch'essi a raggiungere grande popolarità: Mariana, Parte Minha, Divã e Súplica Paixão. Il lavoro musicale fu certificato Disco d'oro.
Nel 1996 fu lanciato il secondo album Pra Ficar, da cui furono sfornati ben sei singoli. L'anno dopo fu la volta del disco Felicidade Escondida, il cui brano omonimo ebbe grande successo. Il quarto album Assim É O Nosso Jeito, oltre a ottenere anch'esso il disco d'oro, ricevette il Prêmio Qualidade Brasil, conferito dall'International Exporter's Service. Le canzoni che ne decretarono il successo furono Eternamente, Nascente e Porque Te Amo.
Nel 2001 alcuni dissidi provocarono la fine della formazione originaria, con l'uscita di quasi tutti i membri ad eccezione di Marcelinho, che senza perdersi d'animo trovò sette nuovi musicisti. I Sem Compromisso tornarono quindi a incidere, ma collezionando una serie di flop. Nel 2016 la band si sciolse, dopo la pessima accoglienza che incontrò l'unico album live.